# Monceau (Paris metro)
Monceau är en tunnelbanestation i Paris tunnelbana. Stationen ligger vid Parc Monceau på gränsen mellan åttonde och sjuttonde arrondissementet. Stationen, som invigdes år 1902, är uppkallad efter byn Monceau. 

## Omgivningar
- Saint-Augustin
- Sainte-Marie des Batignolles
- Cathédrale Saint-Alexandre-Nevsky de Paris
- Parc Monceau
- Musée Cernuschi
- Musée Nissim-de-Camondo

### Webbkällor
- Dictionnaire des stations de métro de Paris d'Abbesses à Wagram: découvrez l'origine du nom des stations de Métro